# Biele (gmina Wierzbinek)
Biele – osada w Polsce położona w województwie wielkopolskim, w powiecie konińskim, w gminie Wierzbinek.
Do 31 grudnia 2016 była to część wsi Słomkowo.